# Bibliothèque nationale d'Haïti
Pour les articles homonymes, voir BNH.
La Bibliothèque nationale d'Haïti (BNH), située au 193 de la rue du Centre à Port-au-Prince, est la bibliothèque nationale de la république d’Haïti. Inaugurée en 1940, elle comporte plus de 60 000 ouvrages repartis en dix thèmes. Dépositaire du dépôt légal, cet établissement public est l'un des plus grands répertoires bibliographiques d'Haïti.
Dangelo Néard est son actuel directeur général. Il a succédé à Franceline Cadet Robas qui avait accédé à cette fonction mercredi 30 août 2017.

## Histoire
Le 11 septembre 1939 marque la pose de la première pierre de la Bibliothèque nationale d'Haïti, sur le site de l'ancien Sénat, rue du Centre. Sous le haut patronage du président Sténio Vincent, la cérémonie d'inauguration a eu lieu le 26 mars 1940. Depuis 1995, la Bibliothèque nationale d'Haïti est placée sous la tutelle du Ministère de la Culture. Ce patrimoine écrit est membre de l'Association of Caribbean University, Research and Institutional Libraries (ACURIL) et de la Banque internationale d'information sur les États francophones (BIEF,). 

## Missions
La Bibliothèque Nationale d'Haïti a deux missions: 
1. La conservation du patrimoine littéraire qui concerne la collecte, la conservation et la diffusion du patrimoine littéraire de la nation haïtienne.
2. La lecture publique via laquelle la BNH assure la diffusion des documents reçus en dépôt.

## Services
La Bibliothèque Nationale d'Haïti (BNH) offre: 
- Le dépôt légal : la BNH assure la gestion du dépôt légal dont le service a été créé en vertu de l'article 16, du décret du 15 octobre 1984. Dans ses articles 18, 19, 20, 21, 22, 23 et 24, ce décret fait obligation aux producteurs de documents de déposer cinq exemplaires de chaque œuvre à la BNH comme contribution au patrimoine littéraire. Ce service est accrédité par l'Agence internationale de l'ISBN[7] pour la communication des numéros d'ISBN et d'ISSN en Haïti.
- L'ISBN / l'ISSN
- La recherche sur commande

## Activités
Sur la liste des activités de la BNH figurent: 
- Conférence
- Ateliers de formation
- Exposition / vernissage
- Colloque
- Débat et causerie
- Symposium
- Vente signature

## Fonctionnement et organisation

### Directions
La BNH comprend trois directions: 
1. La Direction générale : chargée des relations publiques, elle gère les projets gouvernementaux liés au développement de l'institution.
2. La Direction administrative : chargée de la gestion des ressources de l'institution, avec la comptabilité, elle élabore le budget annuel et gère les relations avec les entités financières étatiques.
3. La Direction technique : chargée de proposer des politiques de développement et coordonne le suivi des projets gouvernementaux soumis à la Direction générale dans le cadre du développement de la bibliothèque.

### Structure physique
La Bibliothèque Nationale d’Haïti comporte deux salles de lecture, une salle de conférence, un espace pour les activités culturelles et quatre magasins (les monographies - les périodiques - les livres jeunesses et les fonds juridiques). 